# Pont ferroviaire d'Inkerman
Le pont ferroviaire d'Inkerman, ou pont des trains d'Inkerman, était l'un des deux ponts permettant de traverser la rivière Pokemouche à Inkerman, au Nouveau-Brunswick (Canada). Il a été détruit par un incendie suspect en 2017. Les débris n'ont pas été enlevés. Il mesurait environ 400 mètres de long et reliait les communautés d'Inkerman Centre et Inkerman Ferry. Il fut construit à l'origine pour permettre au chemin de fer Caraquet & Gulf Shore de se rendre à Tracadie. Jusqu'à l'incendie, le pont a servi comme piste cyclable et faisait partie de la Véloroute de la Péninsule acadienne.